# Flaó

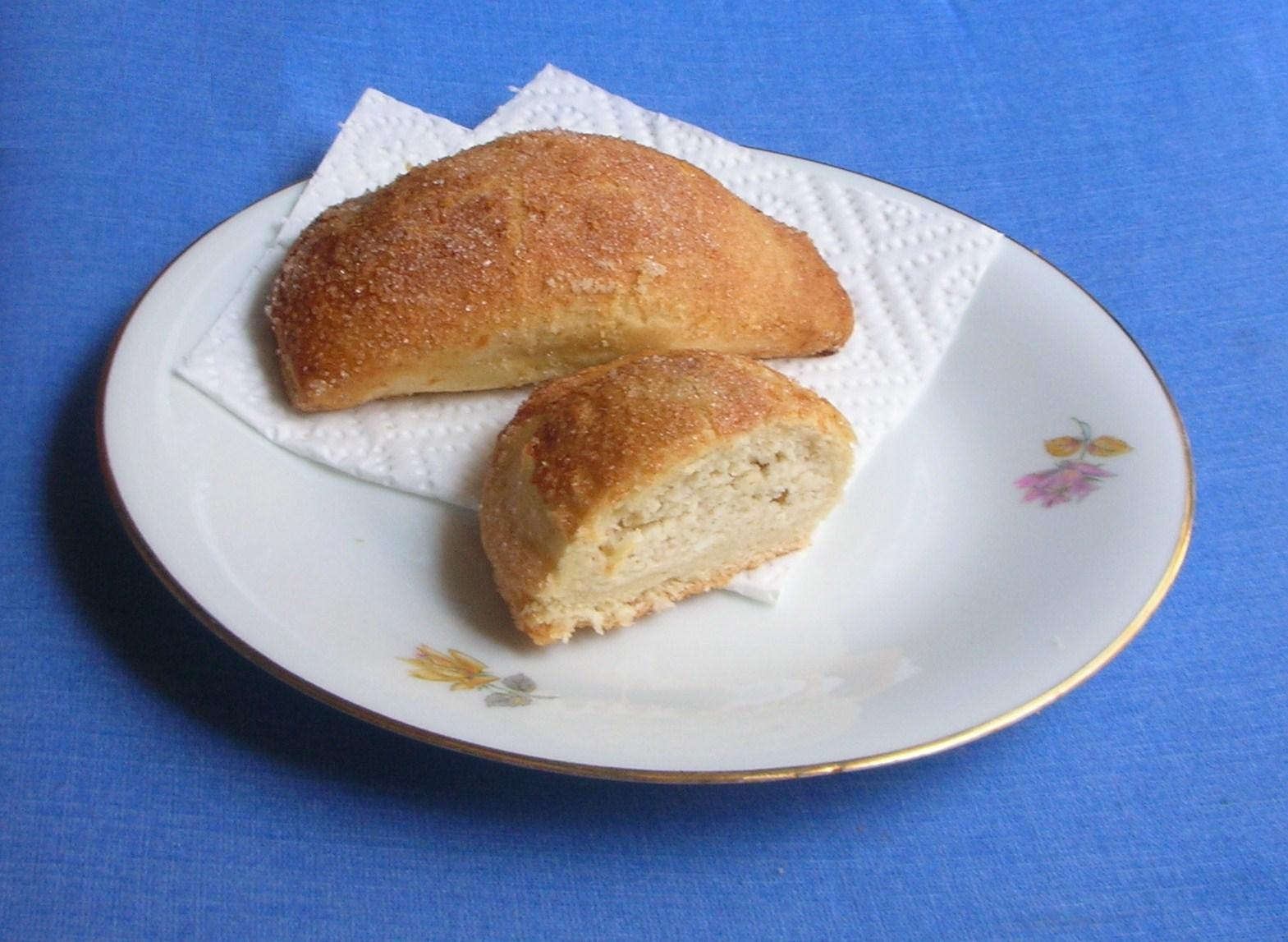
Flaóns de Morella rellenos de requesón.

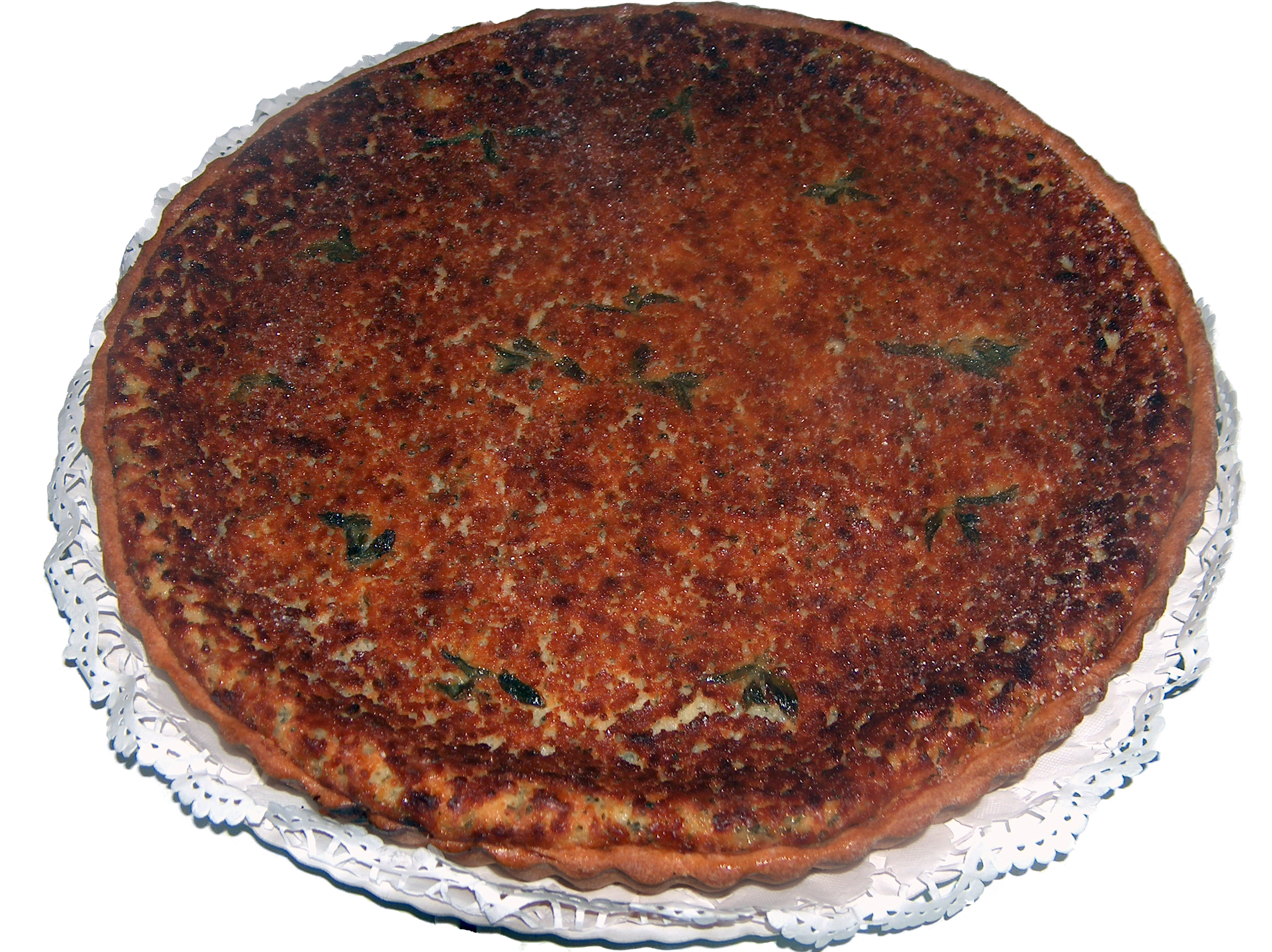
Flaó de Ibiza.

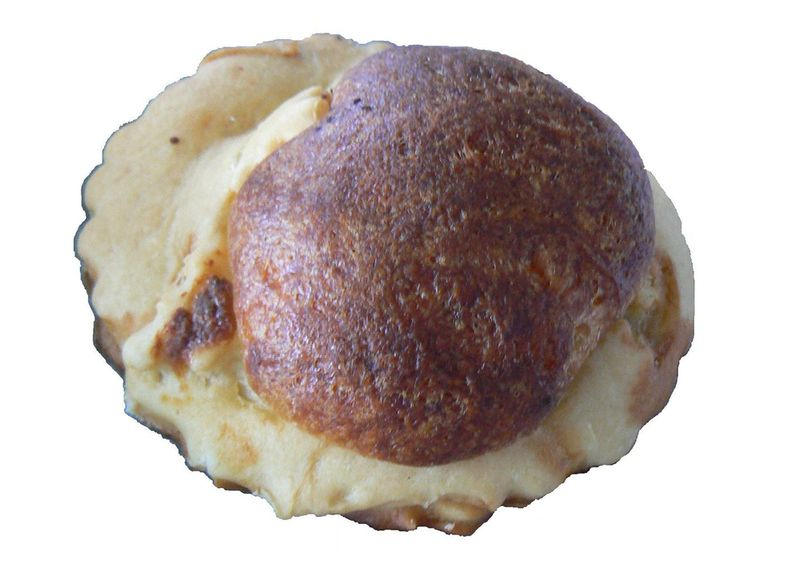
Flaó de Menorca.

El flaó es un pastel hecho con pasta de harina rellena de requesón o mató, queso o crema, con diferentes ingredientes y formas según las comarcas de origen. 

## Historia
El libro Blanquerna (1283), de Ramon Llull, es la primera constancia escrita que se conserva de la elaboración del flaó.
Es un pastel típico de varios lugares, como Ibiza y Formentera, Menorca, Olot y el Maestrazgo. 
Antiguamente, en determinados lugares se preparaba por Pascua, aprovechando la abundancia de los ingredientes principales. Actualmente se puede degustar en todas las épocas del año.

## Variantes

### Alto Maestrazgo
El flaó del Alto Maestrazgo es un pastel semicircular relleno de una mezcla de requesón y pasta de almendra aromatizada con aguardiente y mistela. Los flaóns de Morella son el icono gastronómico de la histórica ciudad.

### Ibiza y Formentera
El flaó pitiús es un pastel circular relleno de queso tierno desmenuzado, huevos, azúcar y unas hojas de hierba-sana. Los ingredientes del flaó de Ibiza son:
- De la pasta: harina, anís, manteca de cerdo, ralladura de limón, huevo, agua, matalahúva y aceite
- Del relleno: queso tierno de cabra y queso de oveja, huevos, azúcar y menta piperita

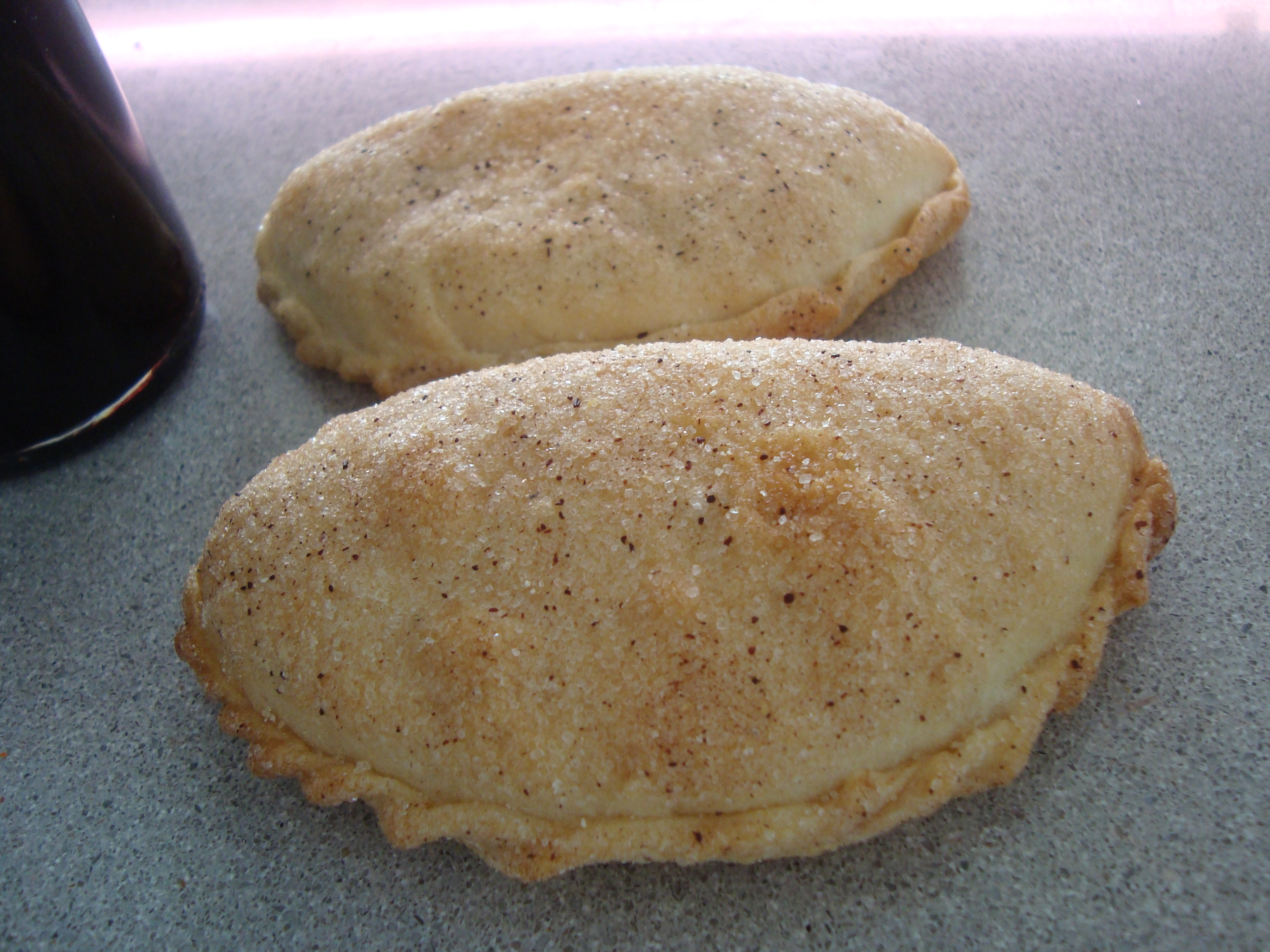
Flaóns de Chert

### Menorca
El flaó de Menorca es una pasta salada de queso tierno de Mahón, harina, aceite de oliva y levadura, que se sopla muy en medio, lo que le da una forma característica con un chichón en medio y puntas ovaladas alrededor. En Menorca el flaó no está relleno, sino que el queso está mezclado con el resto de la pasta.